# 叶培建
叶培建（1945年1月29日—），江苏泰兴人，中国嫦娥工程总指挥和总设计师，中国科学院院士。

## 生平
1945年1月出生于江苏省泰兴。1962年，毕业于湖州中学。1967年，毕业于浙江大学无线电技术专业。1980年，赴瑞士留学。1985年，获得瑞士纳沙泰尔大学博士学位。1986年，加入中国共产党。叶培建是北京航空航天大学和哈尔滨工业大学教授以及中国火箭技术研究院研究员和总工程师。主要負責控制系统、机器人视觉及计算机应用工作，推动普及计算机在卫星、飞船设计及制造中的应用。2002年获航天基金獎。2003年，被选为中国科学院院士。2019年9月16日，获得“人民科学家”国家荣誉称号。